# Vergasen

Vergasertypen

Vergasen beschreibt einen chemisch-physikalischen Vorgang, bei dem ein Teil eines Feststoffs oder einer Flüssigkeit in ein gasförmiges Endprodukt überführt wird. Dies geschieht durch Erhitzung, gegebenenfalls unter einer speziellen, sauerstoffarmen Atmosphäre.

## Verfahren
Im Gegensatz zum Verdampfen erfolgt beim Vergasen eine Aufspaltung und Neuordnung bestehender chemischer Verbindungen durch Cracken bzw. Pyrolyse und/oder Reduktion bzw. partielle Oxidation. Vergasen ist also als Oberbegriff einer Reihe von chemischen Vorgängen zu betrachten, die als Gemeinsamkeit die Erzeugung eines chemisch veränderten gasförmigen Endproduktes haben. Vergasen kann feste Rückstände hinterlassen.

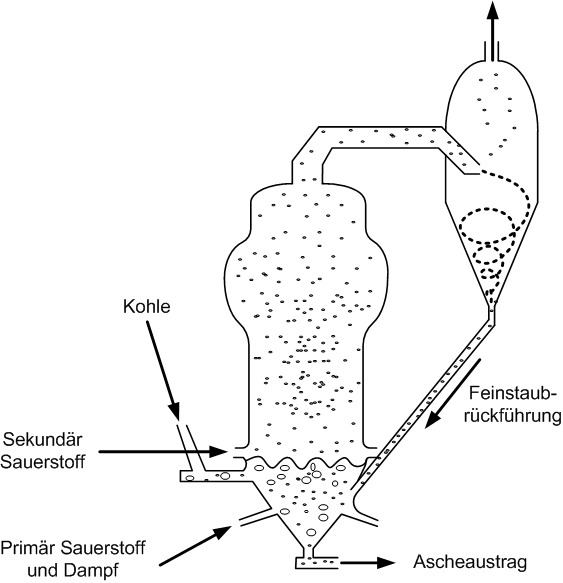
Wirbelschichtvergaser nach Winkler

Einen hohen Bekanntheitsgrad erreichte die Kohlevergasung zur Stadtgaserzeugung. In einem Winkler-Generator wurde Braunkohle in einem Wirbelbett zunächst verbrannt, bis ein gleichmäßiges Glutbett entstand. Anschließend wurde ein Gemisch aus Wasserdampf und Luft eingeblasen, wodurch Kohlenstoffmonoxid und Wasserstoff entstanden – die brennbaren Hauptbestandteile von Stadtgas. Das Generatorgas musste anschließend noch von seinen unbrennbaren Bestandteilen (Wasserdampf und Kohlenstoffdioxid) weitgehend befreit werden, um einen befriedigenden Heizwert zu erzielen. Nachteilig ist der hohe Energieverlust bei der Überführung von Braunkohle in Stadtgas. Stadtgas an sich hat den Nachteil seines giftigen Kohlenmonoxid-Anteils und seines niedrigen Heizwertes und wurde deshalb vom Erdgas verdrängt.
Ein weiteres Anwendungsbeispiel ist die Holz- bzw. Biomassevergasung. In der Zeit nach dem Zweiten Weltkrieg dienten in Deutschland gelegentlich Holzvergaser zum Betrieb von Kraftfahrzeug-Ottomotoren. Seit einigen Jahren wird die thermo-chemische Biomassevergasung zur Strom- und Wärmegewinnung sowie zur Herstellung von Synthesegas für die Produktion von Chemikalien und Kraftstoffen wieder verstärkt genutzt und weiterentwickelt. Eine Weiterverarbeitung der Biomassevergasungsprodukte durch Methanierung führt zu Erdgas kompatiblem Biogas (Synthetic Natural Gas, SNG), das in die vorhandenen Gasnetze eingespeist werden kann.
Eine gewisse Bedeutung hat Vergasen beim Dieselmotor, insbesondere beim Kaltstart mit Hilfe einer Glühkerze, die einen Teil des eingespritzten Kraftstoffes bei Kontakt vergast, wodurch reaktionsfreudige Radikale entstehen. Nicht zu verwechseln ist der hier beschriebene Begriff Vergasen mit dem Begriff Vergaser im Sinne einer Gemischbildungseinrichtung beim Ottomotor, dessen Prinzip ausschließlich auf Zerstäuben und Verdampfen beruht.
Beim Vergasen veränderte Energieinhalte werden durch den Kaltgaswirkungsgrad ausgedrückt.